# Drvodelj
Drvodelj (em cirílico: Дрводељ) é uma vila da Sérvia localizada no município de Lebane, pertencente ao distrito de Jablanica, na região de Jablanica. Sua população era de 38 habitantes segundo o censo de 2002.

## Demografia
| 1948 | 1953 | 1961 | 1971 | 1981 | 1991 | 2002 | 2011 |
| ---- | ---- | ---- | ---- | ---- | ---- | ---- | ---- |
| 567  | 625  | 565  | 520  | 290  | 167  | 95   | 38   |